# Dani (langue)
Le dani ou dani de la Grand Valley est une langue papoue parlée en Indonésie, dans la vallée de Baliem en Nouvelle-Guinée occidentale.